# 한량
한량(閑良), 할냥 혹은 활량(弓~)은 원래 한국 고려 후기와 조선시대에 “과거에 급제하지 못한 무반”을 뜻하는 말이나, 보통 “일정한 직사없이 놀고먹는 양반 계층”으로 넓게 쓰였다.

## 초기의 한량
고려 말기와 조선 초기에 걸쳐서 한량이라 불리는 사회 계층은, 직첩(職牒), 직합(職銜)은 있으나, 직사(職事)가 없는 무직사관(無職事官)과 직·역(職役)이 없는 사족(士族)의 자제, 즉 무역 사족 자제(無役士族子弟)를 가리킨다. 고려 말·조선 초기의 한량에 속하는 무직사관(無職士官)으로는 2품(品) 이상의 한량기로(閑良耆老)를 포함한 전함관(前銜官), 여말 선초의 검교관(檢校官), 고려 말기에 계속되는 병란 속에서 상직(賞職)으로 수여된 첨설관(添設官) 등이 있다.
고려 말·조선 초기의 무직사관으로서의 한량에 대하여, 조선왕조 건국을 계획 실현한 신흥 세력은 신왕조 건국에 즈음하여 이들을 중앙권력의 통제 밑에 두고 회유할 것을 목적으로 1391년(공양왕 3)에 과전법 체제하에서 그들을 그 해 설치한 삼군도총제부(三軍都總制府)에 귀속시켜 서울에 거주하면서 왕실을 호위하는 한량관에게 그가 소유한 직함에 따라 과전을 지급하였다. 그리고 신왕조에의 귀부(歸附)를 끝내 거부하고 대부분 지방에 근거를 두고 거경시위(居京侍衛)의 소임을 갖지 않은 한량관 수보다 현저하게 적은 10~5결의 군전을 지급하고, 무임소 한량관에 대하여는 그나마 군전마저 지급하지 않음으로써 토지소유 현상으로 본 무직자 한량관은 과전소유자, 군전소유자, 무수전자(無受田者)로 분화된다.

## 조선 세조 이후
그러나 이러한 구분도 1466년(세조 12) 직전법(職田法)의 실시로 의미가 없어지게 된다. 또한 고려 말·조선 초기의 사족(士族) 자제 가운데 피역의 수단으로 호적과 군적에 등재하지 않았기 때문에 직·역(職役)이 없는 미사한량자제(未仕閑良子弟)에 대하여, 고려 말부터 국가는 그들을 호적에 등재하고 강제로 추쇄(推刷)하여 군역에 충정(充定)하려는 노력을 계속하였다. 조선왕조 건국 후에는 한량 자제의 추쇄충군(推刷充軍) 정책이 더욱 강화되어, 태종·세종조에는 그들을 중앙과 지방의 여러 병종(兵種)에 속하게 하고, 세조 때부터는 단일 병종에 귀속시키려는 정책이 추진되었다. 또한 사족 자제로서 궁술 등 무재(武才)를 닦은 무역한량자제(無役閑良子弟)에 대하여 국가는 계속하여 그들의 무재를 국방력에 흡수하려 하였다. 그리하여 세종 무렵부터는 그들에게 일정한 시험을 거쳐 갑사(甲士)직을 제수하였고, 중종 때부터는 그들에게 무과 응시를 허용하여 한량 자제가 무인으로서의 성격을 굳혀가게 된다.
따라서 조선 후기에는 한량의 의미가 무과 및 잡과 응시자를 가리키거나, 호반(虎班) 출신으로 아직 과거에 급제하지 못한 사람 또는 궁술의 무예가 뛰어난 사람이라는 뜻으로 고정되어 갔다.

## 같이 보기
- 선달

## 참고 자료
- 이 문서에는 다음커뮤니케이션(현 카카오)에서 GFDL 또는 CC-SA 라이선스로 배포한 글로벌 세계대백과사전의 내용을 기초로 작성된 글이 포함되어 있습니다.